# .укр
Домейнът .укр (съкращение на украински: Україна) е предложен за домейн за Украйна, но все още се използва само домейнът на латиница .ua.
Главният проблем при заявките за домейни от първо ниво е в това, че нелатинските имена на домейни трябва да се състоят от специфични символи, отсъстващи в латинската азбука. Например Ф в домейн зоната .РФ.
Заявката за домейна .укр в ICANN е подадена на 16 ноември 2009 г. от Украинския мрежов информационен център.